# Aleksandr Burmistrov
Aleksandr Olegovitj Burmistrov, ryska: Александр Олегович Бурмистров, född 21 oktober 1991 i Kazan, är en rysk professionell ishockeyforward som spelar för Ak Bars Kazan i KHL.
Han har tidigare spelat för Vancouver Canucks, Arizona Coyotes, Winnipeg Jets och Atlanta Thrashers i NHL och Ak Bars Kazan i KHL och på lägre nivåer för St. John's Icecaps i AHL och Barrie Colts i OHL.
Burmistrov valdes av Atlanta Thrashers i den första rundan som 10:e spelare totalt i 2010 års NHL-draft. 
Han har spelat i Rysslands landslag på U17, U18 och U20-nivå.

## Statistik
| 2008–09    | Ak Bars Kazan      | KHL        | 1   | 0  | 0  | 0   | 0   | —  | — | — | —  | —  |
| 2009–10    | Barrie Colts       | OHL        | 62  | 22 | 43 | 65  | 49  | 17 | 8 | 8 | 16 | 22 |
| 2010–11    | Atlanta Trashers   | NHL        | 74  | 6  | 14 | 20  | 27  | —  | — | — | —  | —  |
| 2011–12    | Winnipeg Jets      | NHL        | 76  | 13 | 15 | 28  | 42  | —  | — | — | —  | —  |
| 2012–13    | Winnipeg Jets      | NHL        | 44  | 4  | 6  | 10  | 14  | —  | — | — | —  | —  |
|            | St. John's Icecaps | AHL        | 22  | 2  | 9  | 11  | 24  | —  | — | — | —  | —  |
| 2013–14    | Ak Bars Kazan      | KHL        | 54  | 10 | 28 | 38  | 32  | 6  | 0 | 2 | 2  | 9  |
| 2014–15    | Ak Bars Kazan      | KHL        | 53  | 10 | 16 | 26  | 40  | 17 | 1 | 3 | 4  | 8  |
| 2015–16    | Winnipeg Jets      | NHL        | 81  | 7  | 14 | 21  | 32  | —  | — | — | —  | —  |
| 2016–17    | Winnipeg Jets      | NHL        | 23  | 0  | 2  | 2   | 6   | —  | — | — | —  | —  |
|            | Arizona Coyotes    | NHL        | 26  | 5  | 9  | 14  | 6   | —  | — | — | —  | —  |
| 2017–18    | Vancouver Canucks  | NHL        | 24  | 2  | 4  | 6   | 12  | —  | — | — | —  | —  |
|            | Ak Bars Kazan      | KHL        | 10  | 2  | 4  | 6   | 12  | 17 | 1 | 2 | 3  | 18 |
| NHL totalt | NHL totalt         | NHL totalt | 348 | 37 | 64 | 101 | 139 | —  | — | — | —  | —  |
| KHL totalt | KHL totalt         | KHL totalt | 118 | 22 | 48 | 70  | 84  | 40 | 2 | 7 | 9  | 35 |